# Yersinia
 (novembre 2022).
Si vous disposez d'ouvrages ou d'articles de référence ou si vous connaissez des sites web de qualité traitant du thème abordé ici, merci de compléter l'article en donnant les références utiles à sa vérifiabilité et en les liant à la section « Notes et références ».
Genre
Yersinia est un genre de bacilles Gram négatifs de la famille des Yersiniaceae. Son nom fait référence au bactériologiste Alexandre Yersin qui fut le premier à isoler Yersinia pestis, bactérie responsable de la peste et espèce type du genre.
D'autres Yersinia provoquent des maladies plus bénignes, les yersinioses entériques. La pathogénicité, pour l'homme, de l'espèce Yersinia wautersii nécessite d'autres investigations. Deux autres espèces sont pathogènes pour des animaux : Yersinia ruckeri (pathogène de poisson) et Yersinia entomophaga (pathogène d'insecte).

## Taxonomie
Le nom correct complet (avec auteur) de ce taxon est Yersinia van Loghem 1944.
L'espèce type est Yersinia pestis (Lehmann & Neumann 1896) van Loghem 1944.

### Étymologie
L'étymologie du nom de genre Yersinia est la suivante : Yer.sin’i.a. N.L. fem. n. Yersinia, nommé d'après le bactériologiste français A.J.E. Yersin, qui a été le premier à isoler l'organisme responsable de la peste en 1894,.

### Phylogénie
Jusqu'en 2016 ce genre est compté parmi les Enterobacteriaceae auquel il est rattaché sur la base de critères phénotypiques. Depuis la refonte de l'ordre des Enterobacterales en 2016 par Adeolu et al. à l'aide des techniques de phylogénétique moléculaire, il a été déplacé vers la famille des Yersiniaceae nouvellement créée.

## Écologie

### Habitat
Ce sont des bactéries de l'environnement, présentes dans l'eau, les sols et sur les végétaux. Elles se retrouvent également sur les animaux malades ou porteurs sains mais également chez l'homme.

### Rôle pathogène
Ce genre comporte plusieurs espèces responsables de yersinioses parmi lesquelles Yersinia pestis, Yersinia pseudotuberculosis et Yersinia enterocolitica

#### L'espèceYersinia pestis
C'est la bactérie responsable de la peste, bien connue dans l'histoire par ses pandémies meurtrières et considérée par l'OMS comme une maladie réémergente. La dernière épidémie en France date de 1920 (peste des chiffonniers à Paris). Le dernier cas de peste en France a été enregistré en 1945. La peste reste à ce jour endémique en Asie, Afrique et Amérique. La maladie humaine présente trois principaux aspects cliniques :
- La peste bubonique
- La peste pulmonaire
- La peste septicémique

La peste bubonique est transmise par une piqure de puce infectée par le bacille.
Il y a 2 types de peste pulmonaire: la peste pulmonaire secondaire qui évolue à partir d'une peste bubonique. La bactérie va migrer à partir du bubon dans différents organes dont les poumons et causer une infection pulmonaire. La peste pulmonaire primaire qui s'attrape par les gouttelettes de salive expulsées par un malade de peste pulmonaire.
Dans la peste septicémique, la bactérie va migrer dans le sang et causer une septicémie.
Sans antibiothérapie, la peste pulmonaire ou septicémique évolue inéluctablement vers la mort du malade. Pour la peste bubonique, environ 50% des malades guérissent sans traitement antibiotique.

#### L'espèceYersinia enterocolitica
Toutes les souches ne sont pas pathogènes pour l'homme. La caractérisation biochimique des souches permet de les classer en différents biotypes: les souches du biotype 1A ne sont pas pathogènes, celles du biotype 1B sont très pathogènes et celles des biotypes 2, 3, 4 et 5 sont faiblement pathogènes. Les souches du biotype 4 sont les plus fréquemment isolées en France.
Elle est responsable d'infections intestinales qui se rencontrent à tout âge et dans toutes les conditions physiques mais qui prédominent chez les enfants de moins de 10 ans.
Les infections intestinales se caractérisent par des diarrhées et/ou douleurs abdominales et/ou fièvre. C'est la troisième cause de diarrhée d'origine bactérienne dans les pays tempérés et froids.
La contamination se fait par l'ingestion d'aliments contaminés ou moins souvent par contact direct avec un animal infecté.
Elles peuvent être responsables d'infections systémiques (septicémies) chez des personnes âgées présentant un terrain sous-jacent (diabète, cirrhose, cancer, surcharge en fer, etc.).

#### L'espèceYersinia pseudotuberculosis
Elle est aussi responsable d'infections intestinales caractérisées par des diarrhées et/ou douleurs abdominales et/ou fièvre. Le mode de contamination est le même que pour Yersinia enterocolitica.
Elle est plus souvent associée à des infections systémiques chez les personnes âgées présentant un terrain sous-jacent.

## Caractères bactériologiques

### Morphologie miscroscopique
Aspect : Les Yersinia sont des bacilles Gram négatifs, immobiles, dépourvus de spores et de capsules.
Groupement : Variable, Ils se présentent isolés, en diplobacilles et en chainette.

### Caractères de culture
Sur gélose ordinaire après 24 heures d'incubation à 37 °C, l'espèce présente des colonies de petites tailles (moins de 1 mm de diamètre) régulières, lisses et brillantes, de type Smooth ; transparentes ou translucides. Elles n'évoquent des colonies d'entérobactéries qu'après 36 à 48 heures d'incubation.

#### Condition de culture
Elles possèdent une température optimale de croissance entre 28 et 37 °C. Leur isolement dans un échantillon polymicrobien est facilité à 28 °C car les autres entérobactéries ont une température optimale de croissance de 37 °C. Ce sont des bactéries psychrotrophes qui peuvent se multiplier à 4 °C. Elles peuvent donc être à l'origine de toxi-infections alimentaires à partir de denrées réfrigérées.

#### Milieux de cultures utilisés
Milieux non sélectifs :
- Gélose ordinaire
- Gélose BCP

Milieux sélectifs :
- Gélose Mac ConKey
- Gélose Hektoen
- Gélose Yersinia CIN

### Caractères biochimiques
Le genre Yersinia se caractérise par un ensemble de caractères négatifs :
- Absence de fermentation de lactose, absence de gaz lors de la fermentation du glucose.
- Absence d'utilisation du citrate comme seule source de carbone sur milieu citrate-Simmons
- Absence de désaminase (sauf Yesinia massiliensis), de lysine-décarboxylase et de production de H2S

En revanche il y a fermentation constante du mannitol avec un test ONPG positif.
Certaines espèces se caractérisent par une uréase très active comme Yersinia enterocolitica et Yersinia pseudotuberculosis et d'autres par l'absence de cette enzyme comme Yersinia pestis.

## Liste d'espèces
Selon la LPSN (22 octobre 2022) :
- Yersinia aldovae Bercovier et al. 1984
- Yersinia aleksiciae Sprague & Neubauer 2005
- Yersinia alsatica Le Guern et al. 2020
- Yersinia artesiana Le Guern et al. 2020
- Yersinia bercovieri Wauters et al. 1988
- Yersinia canariae Nguyen et al. 2020
- Yersinia enterocolitica (Schleifstein & Coleman 1939) Frederiksen 1964
- Yersinia entomophaga Hurst et al. 2011
- Yersinia frederiksenii Ursing et al. 1981
- Yersinia hibernica Nguyen et al. 2019
- Yersinia intermedia Brenner et al. 1981
- Yersinia kristensenii Bercovier et al. 1981
- Yersinia massiliensis Merhej et al. 2008
- Yersinia mollaretii Wauters et al. 1988
- Yersinia nurmii Murros-Kontiainen et al. 2011
- Yersinia pekkanenii Murros-Kontiainen et al. 2011
- Yersinia pestis (Lehmann & Neumann 1896) van Loghem 1944 – espèce type
- Yersinia proxima Le Guern et al. 2020
- Yersinia pseudotuberculosis (Pfeiffer 1889) Smith & Thal 1965
- Yersinia rochesterensis (Cunningham et al. 2019) Nguyen et al. 2021
- Yersinia rohdei Aleksic et al. 1987
- Yersinia ruckeri Ewing et al. 1978
- Yersinia similis Sprague et al. 2008
- Yersinia thracica Le Guern et al. 2020
- Yersinia vastinensis Le Guern et al. 2020
- Yersinia wautersii Savin et al. 2014